# Гіровертикаль
Гіровертикаль (ГВ)— це гіроскопічний прилад, призначений для визначення напрямку земної вертикалі на рухомому об'єкті.

## Загальні відомості
Будучи одним з приладів системи орієнтації рухомого об'єкта, вони застосовуються як датчики кутів диференту і крену корабля, кутів тангажу і крену літального апарата (або датчики аналогічних кутів на інших об'єктах, що рухаються). Інформація споживачеві видається у вигляді електричних сигналів, що використовуються в пілотажних, навігаційних, радіолокаційних системах, візуальних покажчиках тощо. Як чутливий елемент у гіровертикалях використовується гіроскоп, забезпечений тими чи іншими корекційними пристроями.

Гіроскопічні прилади, які застосовуються безпосередньо для візуального визначення положення літака відносно площини горизонту, називають авіагоризонтами. На них розміщена шкала, на якій візуально відображується положення літака відносно лінії горизонту і їх встановлюють на дошці приладів пілота. На нерухомій відносно Землі основі для визначення вертикалі чи положення площини горизонту використовувати ГВ  недоцільно. В наземних умовах віддають перевагу маятниковим пристроям та рівням, - простіші, дешеві та точні. Однак плече маятника, встановленого на рухомому об’єкті, піддається збуренням, викликаним прискоренням об’єкта і хитавицею. В результаті вони вказують напрям  динамічної (уявної) вертикалі і здійснюють власні коливання відносно напряму динамічної вертикалі.
На кораблях ГВ потрібні для непрямої стабілізації (за допомогою слідкуючих систем) відносно площини горизонту антен радіолокаторів і гідролокаторів, антен зв'язку зі супутниками Землі, артилерійських (стовбурних і ракетних) установок і т. ін. Широко застосовують ГВ у торпедах як чутливі елементи системи автоматичного керування (стабілізація і програмне управління) по кутах диференту і крену.
Точність корабельних ГВ визначається одиницями дугових хвилин. Точність авіаційних ГВ становить 0,1—1º.
Як покажчики кутів тангажу і крену ГВ масово почали використовуватися з розвитком авіації. В наш час всі літаки, включаючи легкі і навчальні, мають ГВ.

## Класифікація
Залежно від виду корекції та схеми чутливого елемента гіровертикалі можуть бути наступних типів:
1. ГВ на астатичному гіроскопі без корекції.
2. ГВ на астатичному гіроскопі з корекцією:

- позиційною(радіальною) корекцією;
- інтегрально-радіальною корекцією;
- з  використанням зовнішньої інформації;
- з додатковою слідкуючою рамкою.

1. Гіромаятникова вертикаль.
2. ГВ силового типу.
3. Інерційна Гіровертикаль.

Гіровертикалі, що поєднують астатичний гіроскоп з корекцією від маятникового чутливого елемента, дозволяють створити динамічну систему, що володіє вибірковістю маятника і безінерційністю прецесії гіроскопа, досить низькочастотну, і, отже, менш піддану дії короткочасних або швидко мінливих прискорень, ніж фізичний маятник, що використовується окремо.
В наш час звичайно використовують гіровертикалі з радіальною корекцією. Вони найпоширеніші в авіації. На космічних літальних апаратах гіровертикалі з корекцією від фізичного маятника не використовують через умови невагомості (відсутність сили тяжіння).